# Мандела
Мандела (итал. Mandela) је насеље у Италији у округу Рим, региону Лацио.
Према процени из 2011. у насељу је живело 635 становника. Насеље се налази на надморској висини од 418 м.

## Становништво
Према резултатима пописа становништва 2011. у општини је живело 897 становника.
| 1936. | 1951. | 1961. | 1971. | 1981. | 1991. | 2001. | 2011. |
| ----- | ----- | ----- | ----- | ----- | ----- | ----- | ----- |
| 667   | 822   | 662   | 557   | 559   | 639   | 771   | 897   |